# Чемпионат СССР по тяжёлой атлетике 1932
9-е лично-командное первенство СССР в программе Зимнего праздника физкультуры РСФСР проходило с 15 по 18 марта 1932 года, зал Динамо в Ростове-на-Дону. В нём участвовали 68 атлета от 12 районов РСФСР и сборные Азербайджана и Белоруссии в 7 весовых категориях. Программа состояла из пятиборья (жим, рывок одной рукой, рывок двумя руками, толчок одной рукой и толчок двумя руками).

## Медалисты
| Категория     | Золото                                       | Золото   | Серебро                                  | Серебро  | Бронза                              | Бронза   |
| До 53 кг      | Лапидус Наум Вооружённые Силы Ростов-на-Дону | 350,0 кг | Фокин Иван «Динамо» Москва               | 332,7 кг | Кустов Борис «Динамо» Ленинград     | 317,5 кг |
| До 58 кг      | Чаплыгин Валентин «Динамо» Москва            | 373,0 кг | Петров Алексей «Динамо» Ленинград        | 371,8 кг | Попов Георгий Вооружённые Силы Баку | 365,5 кг |
| До 62 кг      | Лучкин Николай «Динамо» Бежица               | 398,0 кг | Буйницкий Михаил «Динамо» Горький        | 393,3 кг | Раппопорт Михаил «Динамо» Ленинград | 390,6 кг |
| До 66 кг      | Готовцев Роман «Динамо» Ленинград            | 434,5 кг | Коркин Иван «Коммунальник» Москва        | 407,0 кг | Шатов Николай «Динамо» Минск        | 404,5 кг |
| До 75 кг      | Поляков Дмитрий «Динамо» Москва              | 487,5 кг | Абрадушкин Василий «Коммунальник» Москва | 481,0 кг | Соколов Николай «Сормово» Горький   | 478,0 кг |
| До 82,5 кг    | Крылов Виктор Красная Армия Москва           | 492,5 кг | Гореловский Александр «Спартак» Горький  | 482,0 кг | Шепилов Борис Тула                  | 460,5 кг |
| Свыше 82,5 кг | Спарре Ян «Динамо» Москва                    | 502,5 кг | Степанов Андрей Красная Армия Горький    | 469,0 кг | Касперович Аркадий «Динамо» Харьков | 466,5 кг |